# Manolo Peña
Manuel Peña Escontrela (Lugo, España, 18 de diciembre de 1965 - 13 de noviembre de 2012) fue un futbolista español que se desempeñaba como delantero.

## Clubes
- INFORMACIÓN:[2].

| Club                      | País          | Año           | Partidos | Goles |
| ------------------------- | ------------- | ------------- | -------- | ----- |
| Real Valladolid Deportivo | España        | 1983-1990     | 175      | 30    |
| Real Zaragoza             | España        | 1990-1993     | 53       | 4     |
| Cádiz C. F.               | España        | 1993-1994     | 30       | 3     |
| Talavera C. F.            | España        | 1995-1996     | 24       | 1     |
| S. D. Ponferradina        | España        | 1999-2000     | 13       | 0     |
| Total carrera             | Total carrera | Total carrera | 295      | 38    |

## Palmarés

### Campeonatos nacionales
| Título          | Club                      | País                | Año  |
| --------------- | ------------------------- | ------------------- | ---- |
| Copa de la Liga | Real Valladolid Deportivo | Madrid y Valladolid | 1984 |